# Bernard Kipchirchir Lagat
Bernard Kipchirchir Lagat (Kapsabet, Kenya, 12 de desembre de 1974) és un atleta kenyà, nacionalitzat estatunidenc, especialista en mitja i llarga distància.
Estudià a la Jomo Kenyatta University of Agriculture and Technology (JKUAT) de Nairobi i a la Washington State University. L'any 2000 fou bronze als 1500 dels Jocs Olímpics de Sydney 2000.
No participà en el Campionat del Món d'atletisme de París 2003 en haver donat positiu per EPO., però la contraanàlisi donà negatiu i no fou sancionat. Als Jocs del 2004 a Atenes guanyà la plata, també en 1500 metres.
L'any 2005 anuncià la seva nacionalització com a ciutadà dels Estats Units. El canvi de nacionalitat comportà no poder participar en el Campionat del Món del 2005. Amb la seva nova nacionalitat guanya dues medalles d'or al Campionat del Món d'Osaka 2007, en les proves de 1500 i 5000 metres llisos.

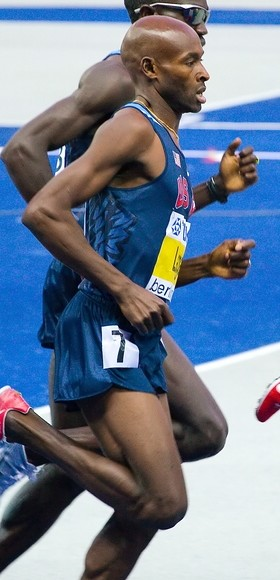
Bernard Lagat al campionat del món de 2009

Lagat era un dels favorits als Jocs Olímpics de Pequín 2008 però en la prova de 1500 metres no va poder passar de semifinals. Millor li va anar a la prova de 5000 metres, però a la final només assolí una pobra novena posició. Als Campionats del Món de Berlín 2009 guanyà dues medalles de plata i bronze per completar el seu brillant palmarès.

## Millors marques
| Distància | Marca    | Data                 | Seu         |
| --------- | -------- | -------------------- | ----------- |
| 800 m     | 1:46.00  | 10 d'agost de 2003   | Berlín      |
| 1000 m    | 2:16.27  | 7 d'agost de 2007    | Estocolm    |
| 1500 m    | 3:26.34  | 24 d'agost de 2001   | Brussel·les |
| Milla     | 3:47.28  | 29 de juny de 2001   | Roma        |
| 2000 m    | 4:55.49  | 30 de juliol de 1999 | Estocolm    |
| 3000 m    | 7:29.00  | 28 d'agost de 2010   | Rieti       |
| 2 Milles  | 8:10.08  | 14 de febrer de 2011 | Boston      |
| 5000 m    | 12:53.60 | 22 de juliol de 2011 | Mònaco      |